# Buggy (videogioco)
Buggy, pubblicato in Nord America con il titolo Team Losi RC Racer nell'edizione PlayStation, è un simulatore di guida sviluppato e pubblicato da Gremlin Interactive nel 1998.

## Modalità di gioco
L'obiettivo del gioco è quello di vincere varie gare per sbloccare nuovi livelli e anche altri veicoli, in diversi scenari; usando la terza persona da parte del giocatore. Il gioco ha una modalità storia, composta di vari livelli, ognuno con una variabilità tra le due e le cinque mappe giocabili. Completando quest'ultime, si sbloccano nuove macchine da corsa. I congegni vengono valutati in base a quattro statistiche: velocità, accelerazione, aderenza alla strada e peso; motivo per cui il giocatore deve scegliere in base alla gara che deve percorrere quale sia la migliore per l'occasione. Inizialmente la dotazione di macchine è di cinque.
È possibile anche la modalità multiplayer, in cui lo schermo viene diviso a metà. Nella versione computer si può giocare in due solamente attraverso i protocolli IPX e TCP.

## Aspetti tecnici
Il videogioco è stato pubblicato in versione per Microsoft Windows e PlayStation dapprima il 30 giugno del 1998 in Europa e successivamente dal 1º ottobre dello stesso anno nell'America del Nord. Il gioco è stato messo in commercio anche in Giappone e Australia.
Successivamente, è stato reso disponibile anche nella piattaforma Steam.

## Accoglienza
| Testata         | Giudizio |
| --------------- | -------- |
| Power Unlimited | 86/100   |
| PC Zone         | 80/100   |
| PC Gameplay     | 74/100   |
| PC Player       | 34/100   |
| Gamestar        | 22/100   |

Buggy ha ricevuto recensioni discordanti tra di loro. Il magazine olandese Power Unlimited ha dato un punteggio di 86 su 100 al videogioco, sottolineandone l'originalità. Anche la rivista inglese PC Zone gli ha dato un rating di 80 su 100, affermando anche la validità dello scenario. Nonostante ciò, GameStar, giornale tedesco, accoglie il videogioco con 22 su 100.